# Benjamin F. Graves

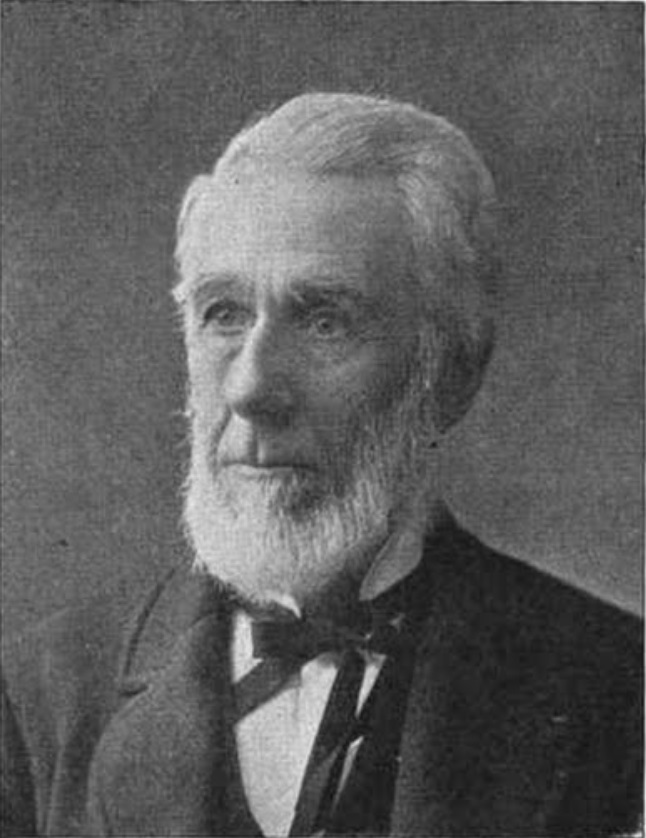
Benjamin F. Graves (ca. 1890)

Benjamin Franklin Graves (* 17. Oktober 1817 in Gates; † 3. März 1906 in Detroit) war von 1863 bis 1883 Richter (ab 1868 Oberster Richter) am Obersten Gerichtshof von Michigan, dem Michigan Supreme Court. Unter ihm erlangte die Rechtsprechung Michigans ein hohes Ansehen bei den US-amerikanischen Juristen. Seine Richterkollegen und er gingen als The Big Four in die Jurageschichte Michigans ein.

## Biographie
Graves wurde am 17. Oktober 1817 in Gates, einer kleinen Stadt westlich vor Rochester, New York, geboren. Da er gesundheitlich nicht dazu in der Lage war, die harte landwirtschaftliche Arbeit seiner Eltern zu unterstützen und später mal zu übernehmen, zog er ein akademisches Leben vor und begann im Frühjahr 1837 mit dem Studium der Rechtswissenschaften, zunächst in der Kanzlei Curtis & Thomas, in Albion, New York, und dann bei Mortimer F. Delano, einem Rechtsanwalt mit weitreichender Praxis, von der er sehr profitieren konnte. Im Jahre 1841 wurde er zur Rechtsanwaltschaft der Anwaltskammer New York zugelassen. Zu seinen Freunden und Kommilitonen zählte Sanford Elias Church (1815–1880), der spätere Oberste Richter am Berufungsgericht New Yorks.
Im Jahre 1843 beschloss er, gen Westen auszuwandern. Da er sich in Kentucky nicht wohl fühlte, zog er weiter nach Battle Creek, Michigan, und begann dort als Landrechtsanwalt zu praktizieren. Jedoch gab es kaum Fälle zu erledigen, da Battle Creek damals ein kleines Dorf in einer dünn besiedelten Gegend war. Später wurde Graves in Battle Creek zum Zivilrichter und Master in Chancery gewählt.
Graves wurde 1857 zum Richter des Fünften Gerichtsbezirks, Eaton County, gewählt, und auch ohne Gegenstimme wiedergewählt. Die Arbeit war mühsam und anstrengend, denn jedes Jahr gab es sechzehn Amtsperioden in verschiedenen Countys des Bezirks, die er dazu bereisen musste. Graves folgte Richter Abner Pratt (1801–1863) als Richter an den Obersten Gerichtshof von Michigan, den Michigan Supreme Court, der zu dieser Zeit aus den Bezirksrichtern gebildet wurde. Die Gerichtssitzungen wurden in Detroit, Kalamazoo, Adrian, Pontiac und Lansing abgehalten. Die Bezirksrichter erhielten ein Jahresgehalt von etwa 1.500 Dollar zuzüglich Reisekosten. Ende 1857 wurde der Justizapparat Michigans neu strukturiert. Seitdem werden für acht Jahre vier Richter unabhängig ihrer Position in den Supreme Court gewählt. Graves musste zum 31. März 1866 sein Amt aus gesundheitlichen Gründen niederlegen, wurde aber im folgenden Jahr erneut für einen Sitz ab 1. Januar 1868 nominiert und gewählt. Damit folgte er dem 1867 verstorbenen Obersten Richter George Martin (1815–1867) und bildete zusammen mit Thomas McIntyre Cooley (1824–1898), Isaac Peckham Christiancy (1812–1890) und James Valentine Campbell (1823–1890) das Oberste Gericht. Im Jahre 1875 wurde er von den Republikanern und Demokraten zusammen nominiert und ohne Gegenstimmen wiedergewählt. Nach anfänglichen Schwierigkeiten zwischen den vier Richterkollegen erreichten sie ein hohes Niveau in der Rechtsprechung Michigans und ein besonderes Ansehen bei den Juristen anderer US-Staaten. Sie gingen als The Big Four in die Jurageschichte Michigans ein.
Erst im Juni 1883 erhielt Graves den Doktor der Rechtswissenschaften (LL.D.) von der University of Michigan. Noch im selben Jahr wies er eine weitere Nominierung zurück, um ab dem 1. Januar 1884 in den Ruhestand zu wechseln. Ihm folgte Richter John Wayne Champlin (1831–1901) ins Amt. Graves’ Rücktritt mit bereits 66 Jahren begründete er damit, dass „sein Alter unbemerkt seine Fähigkeiten einschränken könnte, die Pflichten der Position zu erfüllen.“ Jedoch lebte er noch weitere 24 Jahre, ohne auch nur eine Kleinigkeit an seiner geistigen Schärfe zu verlieren. Seine Dienstzeit als Oberster Richter gilt als bedeutendste Ära des Obersten Gerichtshofs in Michigan. Im Jahre 1894 zog Graves nach Detroit und starb dort am 3. März 1906 in dem Haus seines Sohnes Henry Ballard, bei dem er wohnte. Er wurde auf dem Woodlawn Cemetery in Detroit bestattet.

## Familie
Benjamin Graves heiratete Lydia L. Merritt am 27. September 1847. Nach ihrem Tod am 1. April 1850 heiratete er Ann Eliza Lapham (* 1822; † 22. Juni 1894) am 24. Juli 1851. Mit ihr hatte er zwei Söhne und eine Tochter. Graves’ Sohn Arthur starb bereits 1862. Henry Ballard (1861–1952) wurde Rechtsanwalt und praktizierte in Detroit. Seine Tochter Betsy (1888–1964), die Enkelin Benjamins, war eine ausgezeichnete Malerin. Da Henry es für eine Frau unangemessen hielt, der Malerei nachzugehen, brach Betsy die Verbindung zur Familie ab und setzte ihre Karriere fort. Ohne, dass das Bezirksgericht Detroit von ihrer Familie wusste, wurde sie ausgewählt, ein Porträt von Graves zu malen. Graves’ Tochter Lydia heiratete Herbert Bowen aus Detroit.